# Palitana
Palitana (en guyaratí: પાલીતાણા ) es una ciudad de la India en el distrito de Bhavnagar, estado de Guyarat. 
En 2014 se convirtió en la primera ciudad del mundo vegetariana por ley, pues se ilegalizó la compra y venta de carne, pescado, así como la pesca u otros oficios relacionados con el consumo de animales.

## Geografía
Se encuentra a una altitud de 66 m s. n. m. a 240 km de la capital estatal, Gandhinagar, en la zona horaria UTC +5:30.

## Demografía
Según estimación 2011 contaba con una población de 61 009 habitantes.